# Caloptilia xanthocephala
Caloptilia xanthocephala är en fjärilsart som beskrevs av Lajos Vári 1961. Caloptilia xanthocephala ingår i släktet Caloptilia och familjen styltmalar. Inga underarter finns listade i Catalogue of Life.